# 刘伟 (1958年)
刘伟（1958年3月—），男，山东滕州人，中华人民共和国政治人物。中共中央党校在职大学学历。第九届全国人大代表，中国共产党第十七届中央委员会候补委员。曾任中共山东省委副书记、山东省政协主席、河南省政协主席等职务。

## 生平
1977年4月参加工作。1978年，入学安徽省蚌埠师范学校，后留校任职。1980年3月加入中国共产党。1982年，任安徽省蚌埠团市委副书记、书记。1985年，改安徽省固镇县委副书记。其间，1983年10月至1986年12月在蚌埠教育学院（现蚌埠学院）中文专业学习。1987年，改任安徽团省委副书记。1994年，升任安徽共青团省委书记。1995年，任安徽芜湖市委副书记、代市长、市长、市委书记，阜阳市委书记。2001年，任山东省委常委、组织部部长。2007年，升任山东省委副书记。2010年1月，任山东省政协主席。2018年1月，任河南省政协主席、党组书记，2023年1月卸任。